# サンフランシスコ (重巡洋艦)
サンフランシスコ (USS San Francisco, CA-38) は、アメリカ海軍が第二次世界大戦で運用した重巡洋艦。ニューオーリンズ級重巡洋艦の5番艦。艦名はカリフォルニア州サンフランシスコにちなむ。その名を持つ近代的軍艦としては防護巡洋艦「サンフランシスコ」に続いて、2隻目。

## 艦歴
重巡「サンフランシスコ」は、カリフォルニア州ヴァレーホのメア・アイランド海軍造船所で建造された。
1931年9月9日に起工し、ロンドン海軍条約の規定により本艦と姉妹艦「タスカル―サ (USS Tuscaloosa, CA-37) 」の起工が大日本帝国に通知された。
1933年3月9日にバーバラ・M・バイリーによって命名・進水した。
1934年2月10日、艦長ロイヤル・E・インガソル大佐（後のアメリカ大西洋艦隊司令長官）の指揮下で就役した。その性能と艤装に、本艦を視察した日本海軍の技術将校は驚愕したという。ロンドン条約の規定により、日本にも竣工が通知された。

### 大戦前
「サンフランシスコ」は、ブリティッシュコロンビア州、ワシントン州、ハワイ及びメキシコを巡る大掛かりな慣熟航海を行った後、メア・アイランド海軍造船所に戻った。砲身を交換した後、1935年2月に第6巡洋戦隊 (Cruiser Division 6) に加わり、5月にハワイ水域とアラスカ近海で行われた演習第16次フリート・プロブレムに参加し、演習終了後はカリフォルニア南部に戻った。数週間後、「サンフランシスコ」は北西海域への艦隊訓練に参加し、7月にはアラスカに向かった。8月にカリフォルニアに戻った後、「サンフランシスコ」はワシントン州からペルー沿岸にいたる太平洋東部を行動した。
1939年1月、「サンフランシスコ」は小アンティル諸島近海で行われた第20次フリート・プロブレムに参加するため西海岸を去った。3月に入り、「サンフランシスコ」は第7巡洋戦隊（ハズバンド・キンメル少将）の旗艦となり、グアンタナモ湾を振り出しに南アメリカ諸港を訪問する航海を行った。前半は東海岸側の港を訪問し、マゼラン海峡を通過後は西海岸側の港を訪問。6月にパナマ運河を通過して航海は終わった。

### 第二次世界大戦
1939年9月1日に第二次世界大戦が勃発すると、「サンフランシスコ」はノーフォークを拠点として中立パトロールを行った。「サンフランシスコ」は、サンフアンやプエルトリコ、トリニダード島など西インド諸島を航行する客船や貨物船の護衛を10月14日まで行った。ノーフォークに帰投した後、1940年1月まで同地に滞在し、1月11日にグアンタナモ湾に向かった。ここで戦隊旗艦の任を重巡「ウィチタ」に譲り、太平洋に戻った。
2月にパナマ運河を通過した後、サンペドロを経て、太平洋に乗り出した。3月に新しい母港である真珠湾に到着し、第6巡洋戦隊に加わった。5月中旬、「サンフランシスコ」はオーバーホールのためピュージェット・サウンド海軍造船所に向かい、3インチ砲4基を装備した。9月29日に真珠湾に戻った後、1941年5月に第6巡洋戦隊の旗艦になった。7月にロングビーチに向けて一航海行い、8月27日に真珠湾に戻った。その後、9月に旗艦の任から外れ、10月11日から真珠湾の海軍工廠でオーバーホールに入った。工事の完成期日は12月25日に予定されていた。

### 真珠湾攻撃
1941年（昭和16年）12月7日（日本時間12月8日）、「サンフランシスコ」（艦長キャラハン大佐）は真珠湾海軍工廠の乾ドックにいた。
オーバーホールと清掃のため、この時点で動力部分は分解されており、また5インチ砲弾と8インチ砲弾は陸上の弾薬庫に納められていた。3インチ砲は撤去中であり、28ミリ機銃は機銃架だけがあって機銃そのものは外されていた。50口径12.7ミリ機銃も点検中で、この時点で即座に使える兵器といえば、たった2基の30口径7.6ミリ機銃だけであり、さらに乗組員も揃っていなかった。
7時55分、南雲機動部隊から発進した艦上機がフォード島を爆撃したのを手始めに、真珠湾攻撃が始まった。第2波攻撃で、海軍工廠を攻撃したのは第二航空戦隊から飛来した九九式艦上爆撃機で、蒼龍飛行隊長・江草隆繁少佐が指揮していた。
「サンフランシスコ」の乗組員は、自艦が動けないので他所で反撃する機会を求め、ある者は隣のドックにいた姉妹艦「ニューオーリンズ」に行って対空砲火を撃ち上げる手助けをし、またある者は本艦とおなじドッグにいた駆逐艦「トレーシー」に12.7ミリ機銃と弾薬を持ち込んで射撃した。「サンフランシスコ」は真珠湾攻撃による被害もなく、直ちに実戦に戻れるよう作業が行われた。
12月14日、「サンフランシスコ」は竜骨の整備を他艦の修理を優先するために延期して出渠した。12月16日、空母「サラトガ」を基幹とする第14任務部隊（フランク・J・フレッチャー少将）に加わって、ウェーク島攻防戦で苦戦する米軍を助けるため「サラトガ」に海兵隊の戦闘機と要員を乗せて出撃した。しかし、太平洋艦隊司令長官代理ウィリアム・パイ中将と海軍作戦部長ハロルド・スターク大将、合衆国艦隊司令長官アーネスト・キング大将の三者鼎談の結果と12月23日のウェーク島陥落により、ウェーク島の北東約683キロ地点に達していた第14任務部隊は行き先をミッドウェー島に変えて同島に戦闘機を降ろし、12月29日に真珠湾に帰投した。

#### 1942年前半
1942年1月8日、「サンフランシスコ」は空母「エンタープライズ」基幹の第8任務部隊（ウィリアム・ハルゼー中将）に加わり、空母「ヨークタウン」基幹の第17任務部隊（フレッチャー少将）とともにトゥトゥイラ島への輸送任務についた。1月18日にトゥトゥイラ島に到着後、マーシャル諸島およびギルバート諸島の日本軍を攻撃する第8任務部隊および第17任務部隊と別れ、輸送船団の護衛任務を続けた。
2月8日、「サンフランシスコ」はトゥトゥイラ島を出港し、2日後の2月10日に空母「レキシントン」基幹の第11任務部隊（ウィルソン・ブラウン中将）に加わり、第6巡洋戦隊に合流した。第11任務部隊はソロモン諸島東北海域からニューブリテン島のラバウルを攻撃すべく進撃した。しかし、2月20日に第11任務部隊はブーゲンビル島近海で日本の九七式飛行艇に発見され、ラバウル航空隊（第四航空隊）の一式陸上攻撃機17機が飛来してきた。第11任務部隊は2度にわたる攻撃を受けたが、一式陸攻17機のうち13機を撃墜して2機を大破させる（ニューギニア沖海戦）。陸攻の攻撃をはねのけた第11任務部隊であったが、長時間の高速航行により燃料事情が心細くなり、ラバウル空襲は断念せざるを得なかった。
その後の数日間、第11任務部隊は南太平洋で行動し、次いで第17任務部隊とともに日本軍に痛打を浴びせるためニューギニア方面に向かった。その途中の3月7日、「サンフランシスコ」の艦載機1機がなくなっていることが分かり、捜索したもののこの時点では発見できなかった。3月9日から10日にかけての夜、第11任務部隊と第17任務部隊はパプア湾に入った。夜明けとともに艦載機を発進させ、パプアニューギニアのオーエンスタンレー山脈を越えてラエとサラモアの日本軍上陸部隊（第六水雷戦隊）に奇襲を仕掛けた（ラエ・サラモアへの空襲）。翌日、重巡「ミネアポリス」が行方不明になっていた「サンフランシスコ」の艦載機を発見し、「サンフランシスコ」に送り届けられた。3月26日、「サンフランシスコ」は真珠湾に帰投し、約1ヵ月後の4月22日には4093船団を護衛してサンフランシスコに向かった。5月末に真珠湾に戻った「サンフランシスコ」は第37歩兵師団を輸送するPW2076船団を護衛し、スバを経由してオーストラリアに到着した。「サンフランシスコ」と護衛艦艇はオークランドに寄港した後ハワイに向かい、6月29日の真珠湾に帰投した。しばらくして、「サンフランシスコ」は駆逐艦「ラフィー」および「バラード」とともに4120船団を護衛してフィジーに向かい、同地でソロモン諸島に進攻する部隊と合流した。

#### ガダルカナル島攻防戦
8月7日、連合軍が発動したウォッチタワー作戦により、ガダルカナル島とツラギ島（フロリダ諸島）への上陸に端を発するガダルカナル島の戦いが始まった。初期のガ島攻防戦において、フランク・フレッチャー中将が指揮する第61任務部隊（正規空母3隻、新鋭戦艦1隻、重巡5、軽巡2、随伴駆逐艦）が航空支援を提供した。「サンフランシスコ」は終日にわたってアメリカ軍の上陸を援護した（連合軍、戦闘序列）。この後、第18任務部隊（司令官レイ・ノイズ少将）に入り、第一次ソロモン海戦で軽巡「サンフアン」に将旗を掲げていたノーマン・スコット少将は、「サンフランシスコ」（チャールズ・マクモリス艦長）に旗艦を変更した。
8月31日、フレッチャー提督の旗艦「サラトガ」が潜水艦「伊26」に雷撃されて被雷、約3ヶ月の修理を余儀なくされた。
9月3日、「サンフランシスコ」は補給のためヌメアに向かった。補給が終わると9月8日に出撃し、9月11日に第17任務部隊（司令官ジョージ・D・マレー少将）の空母「ホーネット」と合同して洋上給油をおこなう。9月14日、ガダルカナル島向け増援部隊を乗せたアメリカ軍輸送船団はニューヘブリディーズ諸島を出撃した。南太平洋部隊司令官ロバート・L・ゴームレー中将の命令により、空母「ワスプ」と「ホーネット」を基幹とする任務部隊は輸送船団の間接護衛をおこなう。
9月15日14時50分ごろ、第18任務部隊の旗艦「ワスプ」と、第17任務部隊で「ホーネット」を護衛していた戦艦「ノースカロライナ」および駆逐艦「オブライエン」に、潜水艦「伊19」の発射した酸素魚雷が命中した。「ワスプ」は大火災となった。これを見て、スコット少将は臨時に部隊を指揮する。「サンフランシスコ」と重巡「ソルトレイクシティ」は15時20分までに「ワスプ」の曳航準備に取り掛かったが、「ワスプ」の火勢は衰えず処分されることとなった。軽巡「ヘレナ」など周囲の艦艇にワスプ乗組員が移乗した後、駆逐艦「ランズダウン」が空母を雷撃で処分した。「ホーネット」だけになった米軍機動部隊は、出迎えにきた戦艦「ワシントン」部隊や別働隊と合流し、エスピリトゥサント島に後退した。9月17日朝、第18任務部隊のうち「サンフランシスコ」、軽巡「ジュノー」および5隻の駆逐艦は第17任務部隊に合流して輸送船団の護衛にあたり、残りの艦艇は「ワスプ」の生存者を乗せてヌメアに向かった。
9月23日、部隊の編成が変わり、重巡「サンフランシスコ」「ミネアポリス」「ソルトレイクシティ」「チェスター」、軽巡「ボイシ」「ヘレナ」および第12駆逐艦群を以って第64任務部隊 (Task Force 64) が編成され、司令官にはスコット少将がついた。スコット少将はひきつづき「サンフランシスコ」に将旗を掲げた。翌日、部隊はニューヘブリディーズ諸島に向かった。

#### サボ島沖海戦（エスペランス岬沖海戦）
10月7日、第64任務部隊（「サンフランシスコ」「ソルトレイクシティ」「ヘレナ」「ボイシ」、駆逐艦部隊）はアメリカ軍ガ島増援部隊（アメリカル師団）輸送船団の援護と、日本軍のガ島増援部隊（東京急行）阻止のため、ニューヘブリディーズを出撃した。10月11日午後、B-17が「巡洋艦2隻と駆逐艦6隻から成る飛行場砲撃部隊が、ブーゲンビル島からニュージョージア海峡（スロット）を通ってガダルカナル島を目指している」と報告した。ガダルカナル島に重火器を輸送する任務を帯びていた水上機母艦「日進」「千歳」と護衛部隊すなわち『東京急行』を飛行場砲撃部隊と誤認したのである。第64任務部隊は「飛行場砲撃部隊」を阻止するためにレンネル島近海からガダルカナル島西方を目指して北上した。夜、サンフランシスコから発進した観測機が「敵水上部隊接近」との報告を送り、第64任務部隊はサボ島の南西方向から北向きにスロットに接近していった。23時30分、第64任務部隊はサボ島の北西9.7キロの海域でUターンした。新しいコースを設定してしばらくすると、「ヘレナ」と「ソルトレイクシティ」のレーダーは遠方に目標を捉えたが、「サンフランシスコ」は気付いていなかった。第64任務部隊は報告にあった東京急行（水上機母艦2、駆逐艦6）を見逃し、外南洋部隊支援隊指揮官・五藤存知少将（第六戦隊司令官）が指揮する飛行場砲撃部隊と鉄底海峡で激突した。23時45分、こうしてサボ島沖海戦（連合軍呼称：エスペランス岬沖海戦）が始まった。
第64任務部隊は、接近しつつある外南洋部隊支援隊（日本軍飛行場砲撃部隊）がライトを点滅させているのを見た。最初は、陸上部隊との合図と思われたが、次第に、自分たちを味方と勘違いしているように見受けられた。ライトを点滅させ回答を待っている外南洋部隊支援隊に対し第64任務部隊は丁字戦法を取ったが、当の第64任務部隊の方も通信が上手くいかず隊形が乱れた。さらに最新のSGレーダーを装備した「ヘレナ」が外南洋部隊支援隊を捕捉していたが、スコット少将はこの有利を活用できなかった。ついに「サンフランシスコ」のレーダーも距離5,000メートル先に「艦影」を捉えたが、スコット少将は砲撃を許可しなかった。
サボ島沖海戦は、軽巡「ヘレナ」が旗艦「サンフランシスコ」からの返答を誤認したことで始まった。外南洋部隊支援隊指揮官（五藤少将）も、第64任務部隊指揮官（スコット少将）も、お互いが味方撃ちをしていると思った。指揮官の混乱を余所に、「ヘレナ」以下の先制攻撃により旗艦「青葉」が大破し、五藤少将は致命傷を負った。駆逐艦「吹雪」は轟沈し、重巡「古鷹」は航行不能となり沈没に追いやられた。東京急行（日進隊）に所属していた駆逐艦「夏雲」と「叢雲」も、12日昼間にヘンダーソン飛行場から発進した海兵隊機の空襲で沈没した。しかし、第64任務部隊も完勝というわけにはいかなかった。重巡「衣笠」と駆逐艦「初雪」の反撃により「ボイシ」が大破し、掩護した「ソルトレイクシティ」も被弾して損傷した。駆逐艦も「ファーレンホルト」と「ダンカン」が敵味方双方から砲撃され、「ダンカン」は沈没した。「サンフランシスコ」には被害がなかった。第64任務部隊は隊形を整え、エスピリトゥサント島に向かった。金剛型戦艦2隻によるヘンダーソン基地艦砲射撃に対しては、第64任務部隊に出来ることは何もなかった。
10月15日、サンフランシスコはガダルカナル島攻防戦に戻った。南太平洋部隊司令官はゴームレー中将からウィリアム・ハルゼー中将に交代した。さらに第64任務部隊の再編成がおこなわれ、新鋭戦艦「ワシントン」と軽巡「アトランタ」が加入し、ウィリス・A・リー少将が第64任務部隊の司令官になった。10月17日、第64任務部隊はエスピリトゥサント島を出撃した。10月20日、第64任務部隊は「ワシントン」および「アトランタ」を中心とする一群と、巡洋艦部隊（「サンフランシスコ」「チェスター」「ヘレナ」）を中心とする一群に分かれて、ソロモン諸島南方を航行していた。午後9時30分頃、サンクリストバル島南東沖で日本の潜水艦「伊176」の発射した魚雷の内、1本が「チェスター」の機関室に命中した。「チェスター」を外れた3本の魚雷は「サンフランシスコ」と「ヘレナ」に向かっていったものの、魚雷を見つけた両艦は回避し、魚雷は「ヘレナ」の右舷艦尾近く、「ヘレナ」と「サンフランシスコ」の間、そして「サンフランシスコ」から1,100メートル離れた場所でそれぞれ爆発した。
「サンフランシスコ」は「チェスター」を護衛し、10月21日夜にエスピリトゥサント島に帰投した後、翌10月22日に再出撃した。第64任務部隊はガダルカナル島日本軍総攻撃に呼応して南下してきた第二艦隊と第三艦隊（南雲機動部隊）に備えた（南太平洋海戦）。第64任務部隊は航空戦の蚊帳の外におかれ、10月27日に「ワシントン」が潜水艦「伊21」に雷撃された程度であった。10月28日、スコット少将は「アトランタ」に移り、「サンフランシスコ」は10月29日にエスピリトゥサント島に帰投した。10月30日、ダニエル・J・キャラハン少将の第64.4任務群旗艦となった。この任務群は、間もなく呼称が第65任務部隊に改められた。

#### 第三次ソロモン海戦

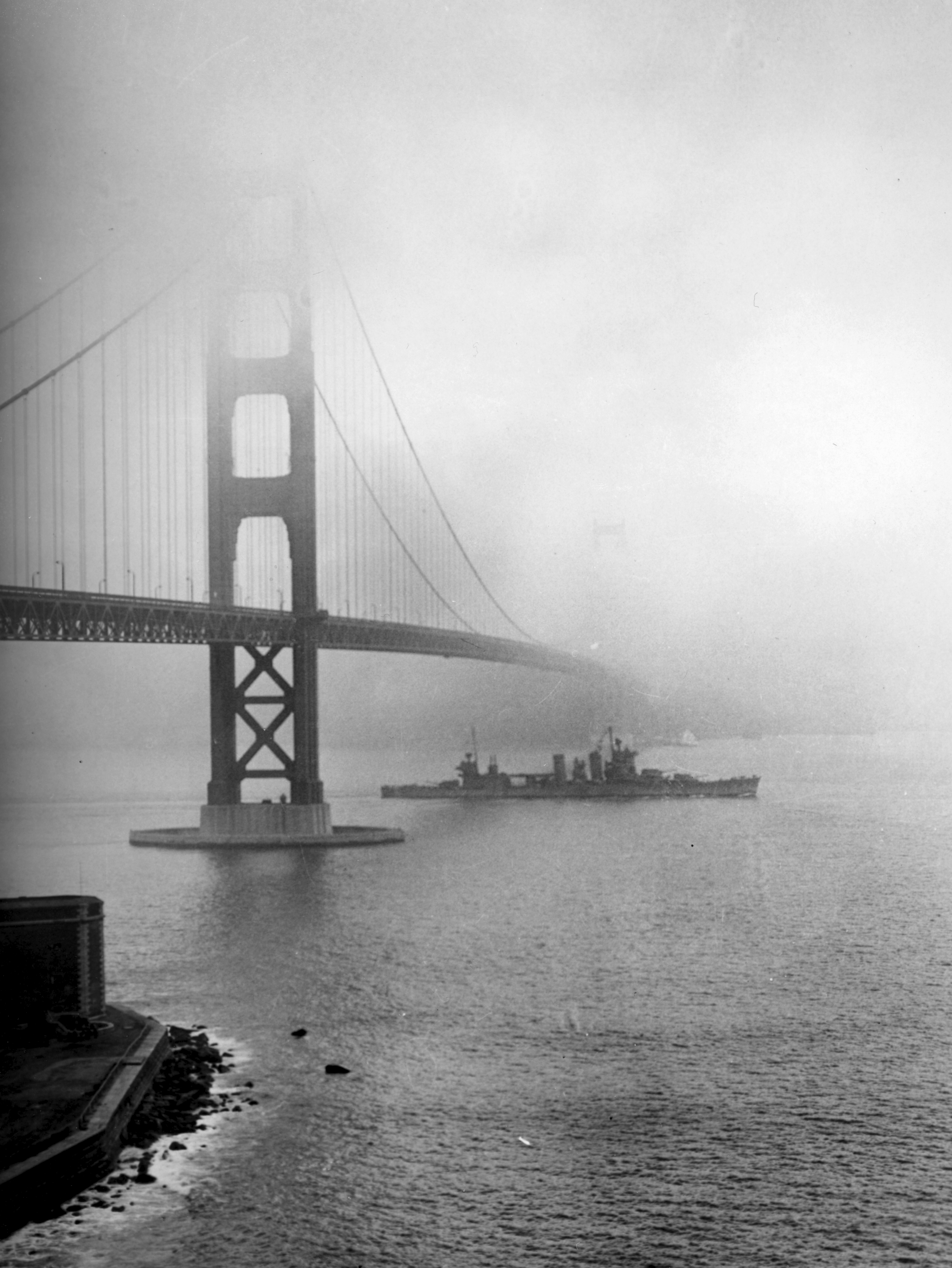
ゴールデンゲートブリッジの下を通過するサンフランシスコ。1942年12月11日

10月31日、第65任務部隊はガダルカナル島への増援部隊を乗せた輸送船団を護衛してエスピリトゥサント島を出撃した。護衛任務のついでに、「サンフランシスコ」と「ヘレナ」はガ島のコクンボナとコリ岬に対して艦砲射撃を行い、日本軍の物資集積所を破壊した。輸送部隊は11月6日に揚陸を完了。11月8日にエスピリトゥサント島に帰投し、「サンフランシスコ」は新たに第67.4任務群の旗艦となった。アメリカ軍はキャラハン少将の任務部隊と、スコット少将の任務部隊で、再びガ島高速輸送船団を編成する。2日後の11月10日、「サンフランシスコ」は再びガダルカナル島方面に向けて出撃した。正午前、部隊は日本の水上偵察機に発見された。それでも、部隊は11月12日にルンガ岬に到着し、増援部隊の揚陸を始めた。
昼を少し回った頃、ラバウルを発進した日本の航空部隊（ラバウル航空隊）が接近しつつあるという警報が発令された。13時18分、艦船は空襲に備えて動き出した。はたして、14時8分に21機の一式陸上攻撃機が空襲を仕掛けてきた。14時16分、1機の雷撃機が撃たれつつも「サンフランシスコ」の右舷艦尾方向に向けて魚雷を落とした。魚雷は「サンフランシスコ」に沿って通過していき命中しなかったが、雷撃機そのものが艦尾コントロール室に激突した後、海中に転落した。この激突により15名が戦死し、29名が負傷、1名が行方不明となった。「サンフランシスコ」の第二戦闘指揮所では火災が発生したが、夜までには消し止められた。また、20ミリ機銃3基が破壊された。
「サンフランシスコ」は負傷者を攻撃輸送艦「プレジデント・ジャクソン」に移送した。ターナー提督は日本艦隊（飛行場砲撃部隊）の来襲に備えて輸送船団を退避させ、一部兵力（重巡「ペンサコーラ」、駆逐艦「プレストン」、「グウィン」）を第16任務部隊の護衛にまわし、キャラハン少将とスコット少将の巡洋艦部隊を金剛型戦艦を含む日本艦隊にぶつけた。巡洋艦部隊の指揮は、キャラハン少将が旗艦「サンフランシスコ」からとることになった。カッシング・ヤング艦長は、この任務が自殺に等しいとキャラハン提督に語っていたという。
キャラハン少将指揮下の巡洋艦戦隊はガダルカナル島沖に戻り、深夜レンゴ水道に入った。
11月13日午前1時24分（通報午前1時27分）、SGレーダー搭載の「ヘレナ」が北西方向27,000ヤード（先頭の「カッシング」から距離24キロ）の距離に挺身攻撃隊（日本軍飛行場砲撃部隊）を探知し、これを受けてキャラハン少将は丁字戦法で日本艦隊を待ち受けた。だがキャラハン少将は効果的な命令を出せず、先制攻撃のチャンスを失った。そして駆逐艦「夕立」「春雨」が第67.4任務部隊の鼻先に出現し、衝突回避行動がきっかけとなって陣形が崩れた。こうして「停電した後の酒場の大騒ぎ」がはじまった。
午前1時48分、「サンフランシスコ」は真っ暗闇の中に浮かんだ敵巡洋艦を右舷方向に発見し砲撃した。「サンフランシスコ」は僚艦と協同で駆逐艦「暁」を沈めたかもしれない。つづいて右舷前方の敵駆逐艦を目標に砲撃したが、これが「アトランタ」だった。「サンフランシスコ」の主砲弾は「アトランタ」に命中して多大な損害を与えた。この誤射の前後、「アトランタ」は戦艦「比叡」（第十一戦隊旗艦、阿部弘毅少将）の第一斉射で艦橋などが激しく撃たれ、敵味方からの砲撃によりスコット少将や「アトランタ」の幹部の多くが戦死した。「サンフランシスコ」は、「アトランタ」に対して8インチ砲を19発命中させた後、遅ればせながら相手が味方である事を認め砲撃中止を命令したが、この命令はどういうわけか味方の全艦艇にも通信され、アメリカ側を更に混乱させた。「サンフランシスコ」の誤射は、「アトランタ」の沈没直前に改めて判明した。「アトランタ」の上部構造物に緑色の染料が付着していたが、「サンフランシスコ」の着色弾は他の艦とは違って緑色の着色弾を使用していた。
砲撃中止命令に動揺した第67.4任務部隊各艦からの問い合わせに対し、キャラハン少将は「敵を叩け」「敵の大物を狙え」と指示した。「サンフランシスコ」は自ら手本を示すように戦艦「比叡」「霧島」に砲撃戦を挑み、手痛い反撃を食らった。金剛型戦艦2隻と軽巡洋艦「長良」（第十戦隊司令官木村進少将）および麾下駆逐艦のよい目標となったのである。日本側各艦は砲雷撃を「サンフランシスコ」に浴びせた。砲弾は「サンフランシスコ」の左舷側に次々と命中。艦橋に命中した砲弾は全ての高級幹部をなぎ倒したか、ひどく傷つけたと思われた。わずかに生き残った者も無傷では済まなかったが、数少ない生き残りのブルース・マッカンドレス少佐（通信将校）が指揮を執り、被害対策担当班のハーバート・E・スキャンランド少佐とともに艦を浮かす努力をした。スキャンランド少佐はマッカンドレス少佐に操舵室にいるよう頼み、操舵装置とエンジン制御装置を第二戦速にシフトした。間もなくコントロールの自由を失ったが、司令室からの操作により辛うじて回復した。しかし、艦内の状態は滅茶苦茶になっていた。やがて日本艦隊は去っていき、「サンフランシスコ」もガダルカナル島の北岸に沿って東に向けて航行した。
「サンフランシスコ」では77名が戦死した。その中には、キャラハン少将以下任務部隊の幕僚、およびヤング艦長以下の幹部も含まれていた。
また105名が負傷し、7名が行方不明になったが、そのうちの3名は後に救助された。「サンフランシスコ」には45発もの命中弾があった。「比叡」と「霧島」はヘンダーソン飛行場砲撃のため三式弾を多く搭載していたが、三式弾は徹甲弾と比べて貫通力が弱く、命中弾の多さの割には装甲を貫いて穴を開け、致命傷を与えるような損傷がほとんどなかった。上部構造物に対する被害は大きかったが、喫水線より下には命中弾がなかったのである。これが「サンフランシスコ」には幸いした。火災も艦内の22箇所から発生したが、全て消し止められた。
4時を回り、「サンフランシスコ」は応急修理のためエスピリトゥサント島に針路を定め、「ヘレナ」と「ジュノー」がこれに続いて3隻はシーラーク水道を通過しサンクリストバル島近海を航行しつつあった。10時を過ぎた頃、「ジュノー」の医療班が「サンフランシスコ」に移って負傷者を治療するため近寄ってきた。その頃、「ヘレナ」艦長ギルバート・C・フーバーが指揮する残存艦隊に、潜水艦「伊26」が接近していた。「伊26」は「サンフランシスコ」へ向け魚雷3本を発射してきたが、全て命中しなかった。外れた魚雷1本が「ヘレナ」に向かったが、これも命中しなかった。しかし魚雷1本が「ジュノー」の火薬庫に命中し、同艦は轟沈した。「サンフランシスコ」には「ジュノー」の残骸が降りかかり、1名の乗組員が残骸の直撃を受けて両足を骨折している。フーバーは指揮下各艦を安全に離脱させることを選び、「ジュノー」生存者の救助をせず、エスピリトゥサント島に急いだ。
第67.4任務部隊は大損害をうけたが、日本軍のヘンダーソン飛行場砲撃を阻止することには成功した。11月14日午後、「サンフランシスコ」はエスピリトゥサント島に帰投した。「サンフランシスコ」は「アトランタ」を誤射して多くの将兵の殺傷、また自沈せざるをえない損害を与え、撤退の際に「ジュノー」の乗員を見捨てたが、13日の戦闘と10月11日から12日のエスペランス岬沖での奮戦ぶりが讃えられ、殊勲部隊章が授けられた。
エスピリトゥサント島で損傷した「サンフランシスコ」の応急修理が行われたが、皮肉にもその作業を担当したのは戦死したヤングがかつて艦長を務めていた工作艦「ヴェスタル」であった。11月18日、「サンフランシスコ」はヌメアに向けて出港。ヌメアに到着後11月23日にアメリカ本土に向けて出港した。12月11日、満身創痍の本艦はサンフランシスコに帰投した。3日後、メア・アイランド海軍造船所で修理が始まった。修理の際、上構の小型軽量化が図られ、艦橋は小型のものに作り替えられている。

#### 1943年 - 1944年
1943年2月26日、戦列に復帰した「サンフランシスコ」は PW2211船団を護衛し、南太平洋に向かった。3月20日にヌメアに到着した後、5日後にエファテ島に向かい、4月中に真珠湾に帰投した。「サンフランシスコ」はアリューシャン方面の戦いに投入されることとなり、北太平洋部隊の第16任務部隊に合流。月末にアラスカに到着すると、アダック島を拠点に行動し、5月のアッツ島の戦いおよび7月のキスカ島奪還では護衛、海上封鎖、対地砲撃をおこなった。
7月23日、アメリカ軍のカタリナ飛行艇がアッツ島南西200海里の地点で7隻の船をレーダー捕捉し、艦隊司令長官トーマス・C・キンケイド中将は日本艦隊とみて直ちに迎撃作戦に移った。しかし、当時、この海域には日本艦船は存在しておらず、これは全くの事実誤認であった。7月26日、濃霧の中で戦艦「ミシシッピ」のレーダーが15海里の地点にエコーを捕捉。艦隊各艦からも同様の報告を得たキンケイドは直ちにレーダー射撃を開始させ、戦艦や巡洋艦が砲撃をおこなった。約40分後、反応は消失した。しかし、不思議なことに「サンフランシスコ」のレーダーにはこの戦いの最初から最後まで全く反応がなかった。これは現在ではレーダーの虚像による誤反応を日本艦隊と見間違えたという説が一般的であり、勿論日本軍にも全く損害は出ておらず、一方的にアメリカ軍が無駄弾をばら撒いただけであった（ピップスの戦い）。この際米軍が消費した砲弾は36センチ砲弾118発、20センチ砲弾487発に上ると言われている。この誤認攻撃の状況に関して、米艦隊が打電した砲撃データの電文を日本艦隊は全て傍受しており、また平文で打電されていたために「米軍は同士討ちをやっている」と日本軍は思ったという。7月28日（ケ号作戦実行日）、敵艦隊を撃滅したと確信したキンケイドは弾薬補給のため一時、艦隊を後退させる。この時、キンケイドはキスカ島に張り付けてあった哨戒用の駆逐艦まで率いて後退してしまった。翌日、周辺海域からアメリカ艦隊がいなくなっているとは知らずにキスカ島撤収部隊（第一水雷戦隊司令官・木村昌福少将）が突入し、キスカ島から陸上部隊を撤退させた。
7月30日、日本軍守備隊が撤退したとは知らず、補給が終わったアメリカ軍は封鎖を再開した。連合国軍はコテージ作戦を発動し、8月15日に34,000名の将兵がキスカ島に上陸した。「サンフランシスコ」は艦砲射撃などの支援を行う。既述のように日本軍は7月下旬に撤退していたので、コテージ作戦は歴史上稀に見る空振りに終わった。9月中旬に真珠湾に帰投した「サンフランシスコ」は、9月29日に第14.2.1任務群に加わり、ウェーク島攻撃に向かった。任務群は10月5日にウェーク島近海に到着し、日本軍守備隊の射程圏内を航行した。10月11日、任務群は真珠湾に帰投した。
次いで「サンフランシスコ」はガルヴァニック作戦に参加した（連合軍海軍部隊、戦闘序列）。ブタリタリ沖に到着した後、ベティオ島に対する事前砲撃に参加し、ブタリタリ西方の補給路を確保した。11月26日、「サンフランシスコ」は第50任務部隊第1群、クェゼリン方面の日本軍施設への攻撃に向かった。12月4日（日本時間12月5日）、第50任務部隊の艦上機が目標に向かった後、正午前後から日本機の反撃が始まった。12時50分、日本軍雷撃機の第二波攻撃隊が第50任務部隊を襲う。艦攻1機をF6Fが撃墜し、3機がサンフランシスコを飛び越えてエセックス級空母「ヨークタウン (CV-10)」（パウナル提督旗艦）に向かった。艦攻2機は「サンフランシスコ」に対して機銃掃射を行ったものの対空砲火で撃墜された。残る1機が「ヨークタウン」に接近し、空母艦長ジョゼフ・J・クラーク大佐は対空火器を艦攻1機に集中させるよう命じた。そのとき、パナウル提督は「サンフランシスコ」への誤射を懸念して射撃中止を命じたが、クラーク艦長は命令を無視し、最後の艦攻を撃墜した。「サンフランシスコ」では艦攻の機銃掃射と「ヨークタウン」からの誤射により、1名が戦死し22名が負傷した。艦長（A・フィンリー・フランス・ジュニア）はクラークの経歴に傷がつくことを考慮し、誤射を上層部に報告しなかった。また命令を無視されたパナウル提督も、この件を不問にした。日が落ちてから再び日本軍機の攻撃があり、「レキシントン」が一式陸攻の雷撃により損傷した。任務群は北に西にと行動し、12月5日1時30分以降はレーダースクリーンから日本機が消えた。翌日、「サンフランシスコ」は真珠湾に向かった。
1944年1月22日、「サンフランシスコ」は第52任務部隊の一艦として再びマーシャル方面に向かった。1月29日、任務部隊はクェゼリンの戦いの支援でマロエラップ環礁の日本軍施設に対する攻撃を行った。攻撃後クェゼリンに向かい、1月31日6時30分に作戦海域に到着し、7時30分から環礁内のあらゆる目標に向けて臨機応変に発砲した。8時49分に一旦発砲を中止し、9時に再開。「サンフランシスコ」は環礁内の島々に対して艦砲射撃を行い、それは日没時まで続けられた。2月8日、マジュロに向かい、第58任務部隊（マーク・ミッチャー中将）に合流した。
2月12日、「サンフランシスコ」は第58.2任務群の一艦としてマジュロを出撃。4日後、第58任務部隊はトラック島空襲を行った。2月16日から17日にかけての深夜、日本軍航空隊の反撃により空母「イントレピッド」が被雷して損傷した。「サンフランシスコ」は後送される「イントレピッド」の護衛に途中まであたった。2月19日に「イントレピッド」は2隻の駆逐艦とともに真珠湾に回航され、「サンフランシスコ」は他の艦船とともにマジュロに向かった。2月25日、第58.2任務群とともに真珠湾に向かった。1ヵ月後の3月20日、第58.2任務群はマジュロに進出し、3月22日にパラオおよびカロリン諸島への攻撃に出撃した。3月30日から4月1日にかけて艦載機がパラオとウォレアイ環礁を攻撃し、「サンフランシスコ」は観測機を救助活動に活用した。4月6日に帰投し、一週間後に任務群はホーランジアの戦いの支援で出撃した。4月21日から28日まで第58.2任務群はホーランディアに対する上陸作戦を支援した後、4月29日にトラック諸島を再度攻撃。「サンフランシスコ」は4月30日に、他の8隻の巡洋艦とともにサタワン環礁への砲撃を行った。砲撃後は第58.2任務群に合流し、マーシャル諸島に向かった。
マジュロに帰投後、クェゼリンに移動した「サンフランシスコ」は、第53.15任務群とともにサイパンの戦いに参加するため、6月10日に出撃した。6月14日から2日間、テニアン島に対して砲撃を行い、一時第9巡洋戦隊の指揮下に入って6月16日にグアムを砲撃した。日本艦隊がサイパンに向かいつつあるという報に接し、サイパン島沖に戻った。6月17日に補給を行った「サンフランシスコ」は、2日後のマリアナ沖海戦に参加。10時46分頃から攻撃を受けたものの、日本の艦載機は対空砲火と上空援護の戦闘機により部隊から30キロ以内に立ち入ることすら難しかった。11時46分、重巡「インディアナポリス」とともに対空射撃を行い、正午までには静けさが戻った。6月20日、「サンフランシスコ」は逃げる日本艦隊の追撃に加わったが、翌日までにはサイパン島沖に戻って援護射撃を再開した。7月8日、再びグアム沖に現れ、アガットとハガニアに対して砲撃を行った。7月12日にサイパン島沖で補給を行い、7月18日にはグアム沖に戻った。
7月18日から20日にかけてはアガットとファチ岬沖で水中破壊チームの支援を行い、日本軍に陣地を整えさせる暇も与えなかった。7月21日にアガットビーチに陸上部隊を上陸させ、7月24日にはオロテ岬に対して砲撃を行った。7月30日に作戦海域を離れ、エニウェトク環礁と真珠湾を経由しサンフランシスコに向かった。8月16日に到着した後、オーバーホールに入った。
10月31日、オーバーホールが終わった「サンフランシスコ」は西に向かい、11月21日にウルシー環礁に到着し、第6巡洋戦隊の旗艦となった。12月10日、第38.1任務群とともにウルシーを出撃し、フィリピン攻撃に向かった。12月14日から15日にかけて、艦載機はフィリピン各地を空襲し、「サンフランシスコ」の艦載機は対潜哨戒と救助任務にあたった。12月16日、第38任務部隊（ジョン・S・マケイン中将）は第30.17任務群と合流して洋上補給を行う予定だったが、コブラ台風に遭遇し給油活動は中止。その後2日間にわたって任務部隊は台風に翻弄された。12月19日、「サンフランシスコ」は台風で沈没した3隻の駆逐艦の生存者捜索にあたった。第38任務部隊は翌12月20日にフィリピンへの攻撃を再開すべく西に向かったが空襲できる状況になく、12月24日にウルシーに帰投した。

#### 1945年
6日後、第38任務部隊は出撃し、1945年1月2日から3日と9日に台湾を、1月5日から7日にはルソン島をそれぞれ攻撃し、日本機は戦闘機によって一掃された。第38任務部隊はバシー海峡を越えて南シナ海に入り、5日間にわたって軽巡洋艦「香椎」などヒ86船団やヒ87船団の艦船やインドシナ半島方面の日本軍施設を叩きのめした（グラティテュード作戦）。1月15日から16日には香港、アモイ、汕頭を攻撃し、1月20日にルソン海峡を東航して台湾攻撃に向かった。1月21日に神風の攻撃により空母「ラングレー」および「タイコンデロガ」が損傷を受けたが、翌1月22日には南西諸島を攻撃し、1月26日にウルシーに帰投した。
2月10日、第58任務部隊は硫黄島の戦いの支援のため出撃し、「サンフランシスコ」もこれに従った。2月16日と17日には本州の飛行場を攻撃し、2月18日に小笠原諸島に接近した。「サンフランシスコ」は2月19日の硫黄島上陸支援のため火力支援部隊に編入され、2月23日まで硫黄島へ艦砲射撃を行った。25日に東京を再度攻撃し、次に名古屋を攻撃する予定だったが、天候不良により中止された。2月27日、第58任務部隊はウルシーに向かった。
3月21日、「サンフランシスコ」は第54任務部隊の一艦としてウルシーを出撃し、沖縄島を目指した。3月25日、慶良間列島に対する攻撃で、掃海作業と水中爆破班の作業を支援した。翌日には慶良間の島々に対して砲撃を行った。3月27日には空からの反撃が始まったが、予定通り4月1日の上陸予定日に備えて沖縄島沖に移動した。「サンフランシスコ」は4月1日以降の5日間の間に陸上のあらゆる施設に対して砲撃を加えた。4月6日、弾薬を使い切った「サンフランシスコ」は慶良間に戻って補給を行い、その最中に天山の攻撃を受けたがはね付けた。第54任務部隊に戻った「サンフランシスコ」は九七式艦攻の攻撃も撃退した。4月7日朝には別の空襲を受け、1機の特攻機が突入してきたが、撃墜されて右舷艦首から46メートル離れた地点に墜落した。「サンフランシスコ」は第51任務部隊に異動して沖縄の東に向かい、夜になって第54任務部隊に復帰した。4月11日から12日には九九式艦爆の突入を受けたが、この九九式艦爆は火を噴きながら商船をかすめて海中に墜落した。
4月13日から14日にかけては再び第51任務部隊に合流し、島東部で行動した。4月15日、「サンフランシスコ」は慶良間に戻り、夜になるとサーチライトを照射して震洋の侵入を警戒した。日付が変わる直前、2隻の震洋が輸送船を目標に侵入してきたが、「サンフランシスコ」はそのうちの1隻を撃沈する手助けをした。「サンフランシスコ」は那覇沖に戻り、4月17日まで飛行場に対して砲撃を行った。翌日、中城湾に向かい、同湾を拠点に島の南部で支援行動を行った。4月21日から24日に那覇方面の飛行場攻撃を行った後、ウルシーに向かった。
5月13日、「サンフランシスコ」は沖縄の戦場に戻り、中城湾から支援行動を行った。与那原方面への第96歩兵師団の上陸支援に始まり、5月27日には第77歩兵師団の上陸支援を、慶良間での補給が終わった後の5月30日には第1海兵師団および第6海兵師団の上陸支援をそれぞれ行った。6月21日、沖縄の南東190キロ地点で第32.15任務群と合流し、慶良間に向かった。7月3日、日本本土進攻の準備のためフィリピンに下がった。しかし、8月15日に戦争が終わり、進攻準備は取り消され、新たな任務の準備を行った。

### 戦後
8月28日、「サンフランシスコ」はスービック湾を出航し中国沿岸に向かう。黄海、渤海で示威活動を行った後、掃海作業を支援し、10月8日には仁川に停泊した。13日から16日まで渤海で別の示威活動を行った後、仁川に帰還した。同地で第6巡洋戦隊司令官のジェラウルド・ライト少将は朝鮮半島における日本海軍の降伏調印委員会の委員長職を務めた。
11月27日に「サンフランシスコ」は帰国の途に就く。サンフランシスコには12月半ばに到着し、1946年1月初めに東海岸に向かい19日に不活性化のためフィラデルフィアに到着した。2月10日に退役し、大西洋予備役艦隊フィラデルフィア・グループで保管される。1959年3月1日に除籍され、9月9日にスクラップとしてニューヨークのユニオン・メタルズ・アンド・アロイ社に売却された。サンフランシスコはフロリダ州パナマシティで1961年に解体された。

## ウォー・メモリアル
サンフランシスコがメア・アイランド海軍造船所で1942年12月に修理を受けたとき、艦橋の広範囲な再建が必要であった。古い艦橋の両翼は取り外され、現在ゴールデン・ゲート・ナショナル・レクリエーション・エリアの「ランズ・エンド」に据え付けられ太平洋を見下ろせる様になっている。それは東京＝サンフランシスコ間の大圏航路に位置している。また、艦内時鐘はサンフランシスコのマリーンズ・メモリアル・クラブに展示されている。

## 受章歴など
サンフランシスコは第二次世界大戦の戦功で17個の従軍星章を受章した（第二次世界大戦のアメリカ海軍艦艇で第3位）。前述のように、エスペランス岬沖と第三次ソロモン海戦での戦功によりサンフランシスコは殊勲部隊章を受章している。同海戦における働きにより、サンフランシスコの乗組員のスキャンランド少佐、マッカンドレス少佐の他にラインハート・J・ケップラー掌帆兵曹の3名が名誉勲章を受章し、戦死したキャラハン少将にも名誉勲章、真珠湾攻撃での働きですでに名誉勲章を授与されていたカッシン・ヤング艦長には海軍十字章がそれぞれ追贈された。
サンフランシスコの艦上で戦死したキャラハン少将およびカッシン・ヤング艦長の名前は艦艇に命名された。前者は駆逐艦キャラハン (USS Callaghan, DD-792) およびミサイル駆逐艦キャラハン (DDG-994) であり、後者は駆逐艦カッシン・ヤング (USS Cassin Young, DD-793) である。このうち、DD-792は1945年7月29日に神風攻撃により沈没し、神風によって撃沈された最後のアメリカ海軍艦艇となった。DD-793は1974年に除籍後、1981年からマサチューセッツ州ボストンで博物館船として公開されている。
- 戦闘交戦リボン（英語版）
- 殊勲部隊章（英語版）
- 中国軍務勲章（英語版）
- アメリカ防衛従軍記章・・・「艦隊」略章付き
- アメリカ従軍記章
- アジア・太平洋戦役勲章（英語版） … 星章17個付き
- 第二次世界大戦戦勝記念章
- 海軍占領軍務勲章（英語版）・・・「日本」略章付き
- フィリピン殊勲部隊章（英語版）